# Мохнатый Лог
Мохнатый Лог — село в Краснозёрском районе Новосибирской области. Административный центр Мохнатологовского сельсовета.

## География
Площадь села — 407 гектаров.

## История
Основано в 1891 году. В 1928 году состояло из 741 хозяйства. В административном отношении являлось центром Мохнатологовского сельсовета Петропавловского района Каменского округа Сибирского края.

## Население
| 2002 | 2007  | 2010  |
| ---- | ----- | ----- |
| 1242 | ↗1314 | ↘1024 |

По переписи 1926 г. в селе проживало 4055 человек, в том числе 1968 мужчин и 2087 женщин. Основное население — украинцы.

## Инфраструктура
В селе по данным на 2007 год функционируют 1 учреждение здравоохранения и 2 учреждения образования.